# This Is Fats Domino
Az 1956-os This Is Fats Domino Fats Domino második nagylemeze. Szerepel az 1001 lemez, amit hallanod kell, mielőtt meghalsz című könyvben.
"This Is Fats Domino" "a harmadik album az énekes a Imperial Records. Azt tették közzé a magasságban a karrierje. A diadalmas nyílás "Blueberry Hill" elfogadnak meglepően nehéz. Senki sem a stúdióban működő Notes és Domino tartotta elfelejti a vonalak. Nem volt teljesen venni, a stúdió legénység kellett macskaköves együtt a dalt. Az eredmény vezette az amerikai R & B - táblázatok és volt a negyedik, a Pop Charts Dominos legnagyobb siker. Az 1956-os rögzített dal "Blue Mondy" használták a film The Girl Can’t Help It és helyezte magát, mint az egyik első Rhythm-and-blues-dalok a Pop-charts Billboard magazin, amikor elérte az 5-ös So Long elhelyezett 1956-os szám 44, a pop grafikonok és # 5 R & B slágerlistákat Poor Me # 1 az R & B slágerlistákat.

## Az album dalai
|     | Cím                                       | Szerző(k)                 | Hossz |
| --- | ----------------------------------------- | ------------------------- | ----- |
| 1.  | Blueberry Hill                            | Lewis, Rose, Stock        | 2:21  |
| 2.  | Honey Chile                               | Bartholomew, Domino       | 1:48  |
| 3.  | What's The Reason (I'm Not Pleasing You?) | Grier, Hatch, Poe, Tomlin | 2:03  |
| 4.  | Blue Monday                               | Bartholomew, Domino       | 2:18  |
| 5.  | So Long                                   | Bartholomew, Domino       | 2:13  |
| 6.  | La-La                                     | Bartholomew, Domino       | 2:15  |
| 7.  | Troubles Of My Own                        | Bartholomew, Domino       | 2:15  |
| 8.  | You Done Me Wrong                         | Domino                    | 2:05  |
| 9.  | Reelin' And Rockin'                       | Domino, Young             | 2:20  |
| 10. | The Fat Man's Hop                         | Domino Young              | 2:26  |
| 11. | Poor, Poor Me                             | Domino                    | 2:11  |
| 12. | Trust In Me                               | Domino, Jarrett           | 2:50  |